# Station Kingussie
Station Kingussie is een spoorwegstation van National Rail aan de Highland Main Line in het stadje Kingussie in Schotland. Het station is eigendom van Network Rail en wordt beheerd door ScotRail. 